# Chastre-Villeroux-Blanmont
Chastre-Villeroux-Blanmont (en wallon Tchåsse-Vilrou-Blinmont) est une section de la commune belge de Chastre située en Région wallonne dans la province du Brabant wallon.
C'était une commune à part entière avant la fusion des communes de 1977.

## Démographie
- Sources:INS, Rem:1831 jusqu'en 1970=recensements, 1976= nombre d'habitants au 31 décembre

## Histoire
Le 19 juin 1811, Chastre fusionne avec Villeroux.
Le 7 novembre 1823, Chastre-Villeroux fusionne avec Blanmont.
Le 26 juillet 1926, Chastre-Villeroux-Blanmont absorbe le hameau de Piroy, pris sur Cortil-Noirmont.
Le 1er janvier 1977, Chastre-Villeroux-Blanmont fusionne avec Cortil-Noirmont, Gentinnes et Saint-Géry : la nouvelle commune prend le nom de Chastre.